# Nyctiphruretus
Nyctiphruretus è un genere estinto di rettili, appartenente ai pararettili. Visse nel Permiano medio (circa 268 - 262 milioni di anni fa) e i suoi resti fossili sono stati ritrovati in Russia.

## Descrizione
Questo animale doveva essere vagamente simile a una lucertola, e la lunghezza non doveva superare i 40 centimetri. Il cranio, lungo circa 4,4 centimetri, era piatto e largo, con un grande forame pineale centrale e grandi orbite. Al contrario di altri animali simili come Nycteroleter ineptus, il cranio era sprovvisto di incisure otiche posteriori. I denti erano piccoli, numerosissimi e dalla punta smussata; il muso era breve. Nyctiphruretus era caratterizzato da un osso prefrontale ispessito e dall'ornamentazione particolarmente elaborata. Le zampe di Nyctiprhuretus erano molto più snelle e sottili di quelle dei nicteroleteridi, così come le mani e i piedi.

## Classificazione
Descritto per la prima volta nel 1938, Nyctiphruretus acudens è noto grazie a numerosi resti rinvenuti in terreni del Permiano medio della zona di Mezen, nella Russia europea. Un'altra specie, N. optabilis, è stata descritta sulla base di una singola mandibola proveniente anch'essa da terreni della Russia europea (Bulanov, 2002).

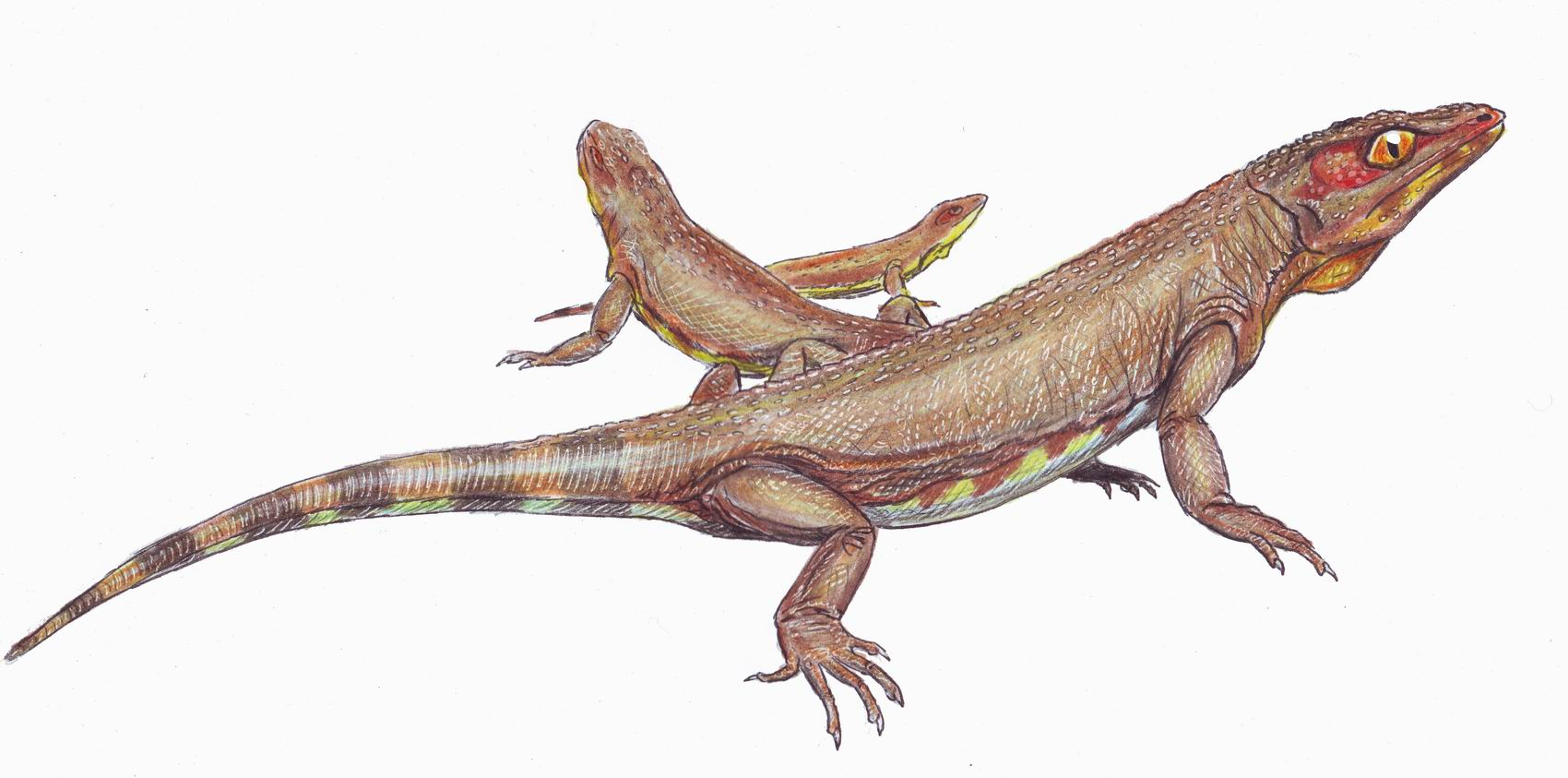
Ricostruzione di Nyctiphruretus

Nyctiphruretus è stato di volta in volta attribuito ai procolofoni o a un gruppo a sé stante (Nyctiphruretia) comprendente anche i nicteroleteridi, sempre nell'ambito dei rettili anapsidi (pararettili). Attualmente, Nyctiphruretus e l'assai simile Abyssomedon sono considerati appartenere a una famiglia (Nyctiphruretidae) vicina all'origine dei procolofonoidi (MacDougall e Reisz, 2014).

## Paleobiologia

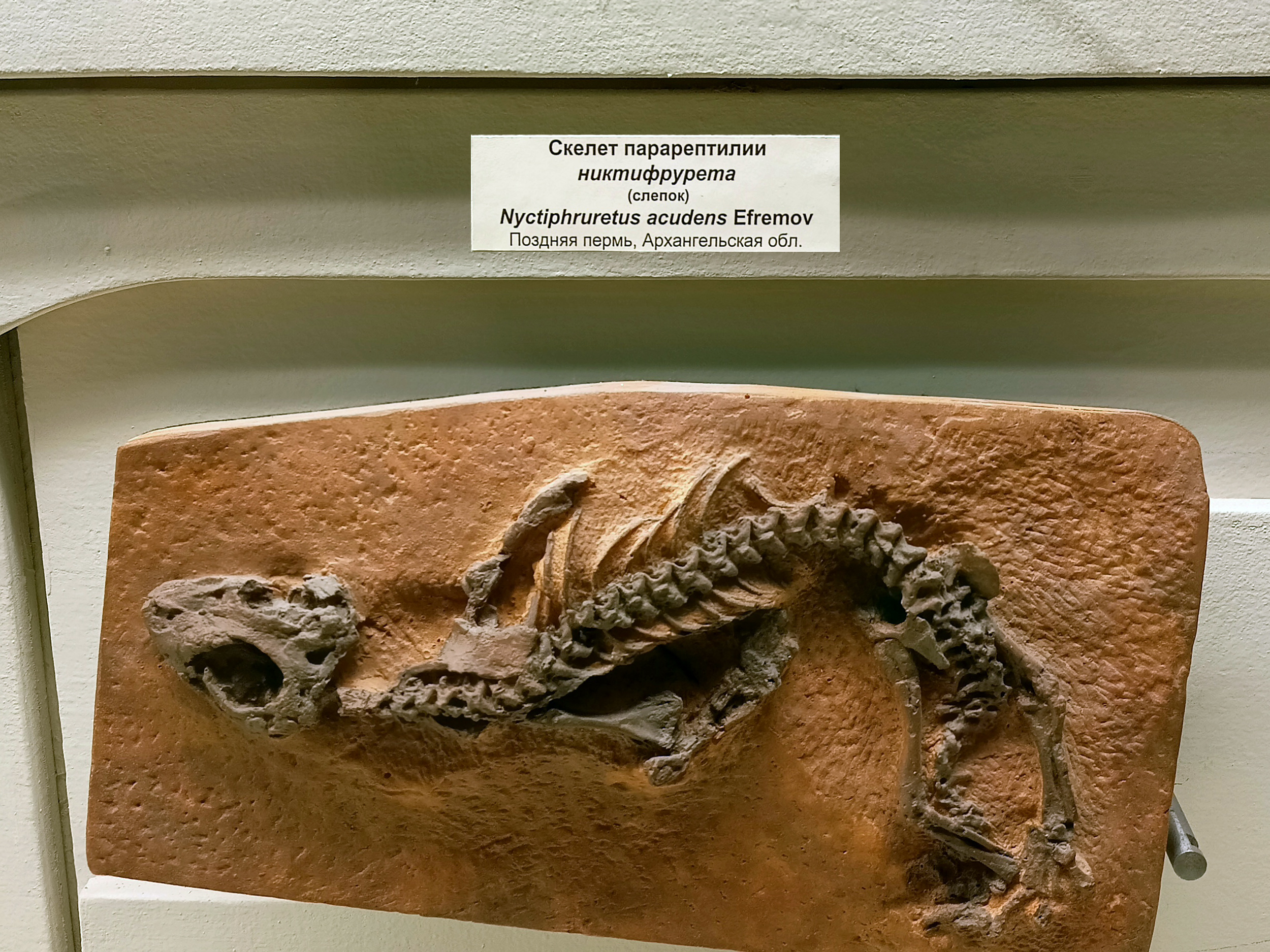
Scheletro di Nyctiphruretus acudens

Il nome Nyctiphruretus significa "guardiano della notte", probabilmente perché si riteneva che le grandi orbite dell'animale implicassero la presenza di grandi occhi adatti a una visione notturna. Nyctiphruretus, in ogni caso, doveva essere un piccolo rettile insettivoro o erbivoro, i cui resti fossili sono stati ritrovati in sedimenti lacustri. Questi animali probabilmente vivevano lungo le rive dei laghi e degli stagni, e occupavano la nicchia ecologica di piccole lucertole terrestri. Nyctiphruretus è l'animale più comune ritrovato nella località di Mezen, con oltre i due terzi degli esemplari rinvenuti.